# 范进
范進，是中國古典諷刺小說《儒林外史》中的一個虚构人物。
范進是明代廣東一名熱衷於參加科舉，考取功名的貧寒老童生，但失意考場，從20歲開始應考，直到考到54歲，才受廣東提學使周進的青睐，勉強考中秀才，想要再往前邁進舉人之路，卻受到親人的不諒解。岳父胡屠户不但不願意伸出援手、提供幫助，還對范進蔑視、羞辱，最後范進是因為周進的鼓勵，而偷偷去應考。
放榜當天，范進母親饑饉萬分，范家家貧，家中又無糧食，母親只好命他到市集上賣雞換米，范進則在此時得知自己終於中舉，極度開心而發狂，直到眾人想到方法，叫胡屠户掌摑他，才把他打醒。
自范進中舉之後，胡屠户就對范進恭敬異常，並說范進是天上文曲星轉世，還怕自己因為打了范進，死後會被閻王打入十八層地獄。而對比范進中舉前後，胡屠戶前來祝賀時所攜的賀禮與態度的差異，可見人情冷暖，中舉前只是一副大腸以及一瓶酒（胡屠戶甚至還在范進家飽餐一頓才返家），中舉後卻是四五千錢、七八斤肉。從家鄉鄰人在范進中舉前的漠不關心，對比中舉後殷勤邀功，也可見時人趨炎附勢的醜態。
范進成名後，同為舉人的鄉紳張靜齋登门拜訪，贈送錢財房舍。自此以后，许多人前去奉承他，搬到新房后，范進請了戲班子，日夜笙歌，還在府裡大擺酒席宴客。

## 外部連結
- 王以興：談《儒林外史》中“二進”形象的思想内涵與表達藝術，《名作欣賞》 2010年08期
- 吴小如：周進、范進—科舉制度下的两个畸形兒，《名作欣賞》 1984年03期
- 李蕙君：談《儒林外史》中的迂儒形象 ─ 以周進、范進、馬二、王玉輝為聚焦 （南華大學機構典藏系統 > 文學前瞻）
- 〔清〕吴敬梓.  (PDF). 1750年. （原始内容存档 (PDF)于2021）.
- 〔清〕吴敬梓.  (PDF). 1750年. （原始内容存档 (PDF)于2021）.